# 베레아구

베레아 구

베레아구(Berea)는 레소토의 구로, 행정 중심지는 테야테야넹이며 면적은 2,222km2, 인구는 256,496명(2006년 기준)이다. 서쪽으로는 남아프리카 공화국 프리스테이트 주와 인접해 있으며 북쪽으로는 레리베 구, 남동쪽으로는 타바체카 구, 남쪽으로는 마세루 구와 인접해 있다.